# Borniochrysa squamosa
Borniochrysa squamosa là một loài côn trùng trong họ Chrysopidae thuộc bộ Neuroptera. Loài này được Tjeder miêu tả năm 1966.